# アルクア・ポレージネ
アルクア・ポレージネ（伊: Arquà Polesine）は、イタリア共和国ヴェネト州ロヴィーゴ県にある、人口約2,600人の基礎自治体（コムーネ）。

## 地理

### 位置・広がり

#### 隣接コムーネ
隣接するコムーネは以下の通り。
- ボザーロ
- コスタ・ディ・ロヴィーゴ
- フラッシネッレ・ポレージネ
- ポレゼッラ
- ロヴィーゴ
- ヴィッラマルツァーナ

### 気候分類・地震分類
アルクア・ポレージネにおけるイタリアの気候分類 (it) および度日は、zona E, 2466 GGである。
また、イタリアの地震リスク階級 (it) では、zona 3 (sismicità bassa) に分類される。

## 行政

### 分離集落
アルクア・ポレージネには、以下の分離集落（フラツィオーネ）がある。
- Capobosco, Cornè, Granze, San Marco, Valmolin

## 姉妹都市
- Vourles、フランス